# Bernhard Stade
Bernhard Stade,  född den 11 maj 1848 i Arnstadt (Thüringen), död den 6 december 1906 i Giessen, var en tysk protestantisk teolog.
Stade, som från 1875 var ordinarie teologie professor vid universitetet i Giessen, var på sin tid en av de längst avancerade bibelkritiska exegeterna, med stort anseende och stor betydelse. 
Hans teologiska huvudarbete var Geschichte des Volkes Israel (band 1, 1881-84, 2:a upplagan 1887; band 2, tillsammans med Oskar Holtzmann, 1888); hans Biblische Theologie des Alten Testaments fullbordades efter hans död av Alfred Bertholet och utgavs 1911. År 1881 uppsatte han tidskriften "Zeitschrift für alttestamentliche Wissenschaft". 
Stade var utrustad med stor lärdom i semitiska språk samt författade läroboken Lehrbuch der hebräischen Grammatik (1 band, 1879) och (tillsammans med Carl Siegfried) ordboken Hebräisches Wörterbuch zum Alten Testament (1893). I Fredrik Fehrs skriftserie "I religiösa och kyrkliga frågor" finns ett akademiskt högtidstal av Stade, "Om de uppgifter, som tillhöra det gamla testamentets bibliska teologi".